# Stefano Colantuono
Stefano Colantuono (né le 23 octobre 1962 à Rome) est un footballeur italien et un entraîneur de football.

## Palmarès
- 2006 - Champion d'Italie de Serie B avec Atalanta Bergame